# الكل يريد أن يحكم العالم
الكل يريد أن يحكم العالم (بالإنجليزية: Everybody Wants to Rule the World)‏؛ هي أغنية للفرقة الإنجليزية تيرس فور فيرس (بالإنجليزية: Tears for Fears)‏، كانت قد صدرت في العام 1985، وأُعيد تسجيلها أكثر من مرة، كان آخرها ضمن مجموعة أغاني ألبوم مباريات الجوع: ألسنة اللهب - الموسيقى التصويرية الأصلية، التي صدرت في 1 أكتوبر 2013، بصوت الفنانة النيوزلندية لورد.